# Modra lasta
Modra lasta je školski časopis u izdanju Školske knjige, koji izlazi od 1954. godine jednom mjesečno tijekom školske godine, na oko 52 stranice, a ima distribuciju po Hrvatskoj.
Časopis slijedi nastavni program viših razreda osnovne škole, zanimljiv i poučan časopis za djecu od 5. do 8. razreda osnovne škole, ali i starijima te služi kao dopunski didaktički materijal na satovima hrvatskoga jezika, medijske, likovne i glazbene kulture te povijesti, zemljopisa, biologije i ostalih predmeta.
Po naravi je za naobrazbu i zabavu.
Bavi se razinim aktualnim temama vezanim uz znanost, obrazovanje, kulturu, glazbu, sport, film, modu...
Modra lasta potiče stvaralaštvo mladih kroz rubrike:
- Učenici suradnici,
- Gosti urednici,
- Prikazi školskih listova,
- Pljesak i
- Glavna urednica,

a sve to putem literarnih, likovnih, novinarskih, stripovskih i fotografskih nagradnih natječaja. U sadržaj Modre laste uvršteni su i sadržaji zabavnog karaktera kao što su modna i glazbena rubrika te enigmatski prilozi uz zabavne kvizove, nagradne zadatke i zabavne psihotestove.
Teme su obrađivane na jednostavan i zanimljiv način te ih svi mogu shvatiti.
Osim raznih tema koje se mijenjaju iz mjeseca u mjesec, tu su i stalne rubrike (Među nama, Lastanov kutak) i kutak za mlade enigmatičare.
Modra lasta objavljuje i autorski strip najeminentnijih hrvatskih crtača stripova a strip lik Lastan je također neizostavni dio Modre laste, koji već godinama pomaže djeci na svoj humorističan/ozbiljan način.
Na trećoj stranici časopisa nalazi se strip "Modra", čiji je glavni lik Modra, djevojka plave (modre) kose, koja razvrstava poštu i ne voli urednike.
Hrvatska gospodarska komora je Modroj lasti dodijelila znak Izvorno hrvatsko te je uz Smib jedini časopis s tim znakom.

## Pogledati još
- Izvorno hrvatsko